# 矮壮素
矮壮素（英語：Chlormequat chloride，简称：CCC）是一种农药，又名稻麦立。

## 化学性质
- 分子式：C5H13Cl2N
- 分子量：158.07
- IUPAC系统命名：
  - 中文：氯化 2-氯-N,N,N-三甲基乙铵
  - 英文：2-chloro-N,N,N-trimethylethanaminium chloride
- 英文俗名：Chlormequat chloride

## 物理性质
- 纯品白色晶体。有鱼腥臭味。
- 熔点：240~241°C；在245°C开始分解。
- 不溶于无水乙醇、乙醚、苯、二甲苯，微溶于二氯乙烷、异丙醇，极易溶于水，而且易潮解。

## 农药性质
- 一般配制成水溶液使用。
- 用于棉花、小麦、水稻、玉米、烟草、番茄、果树和各种块根作物上
- 使作物抗倒伏，促进作物生长，可是马铃薯块茎增大
- 可使作物增产10%~30%
- 可用于盐碱和微酸性土地

## 制备
- 由二氯乙烷和三甲胺作用制得。